# Jean-Baptiste Dubos
Jean-Baptiste Dubos, francoski diplomat, zgodovinar, pisatelj in akademik, * december 1670, † 23. marec 1742.